# La Corriu
|  | Aquest article tracta sobre l'entitat de població de Guixers. Vegeu-ne altres significats a «La Corriu». |

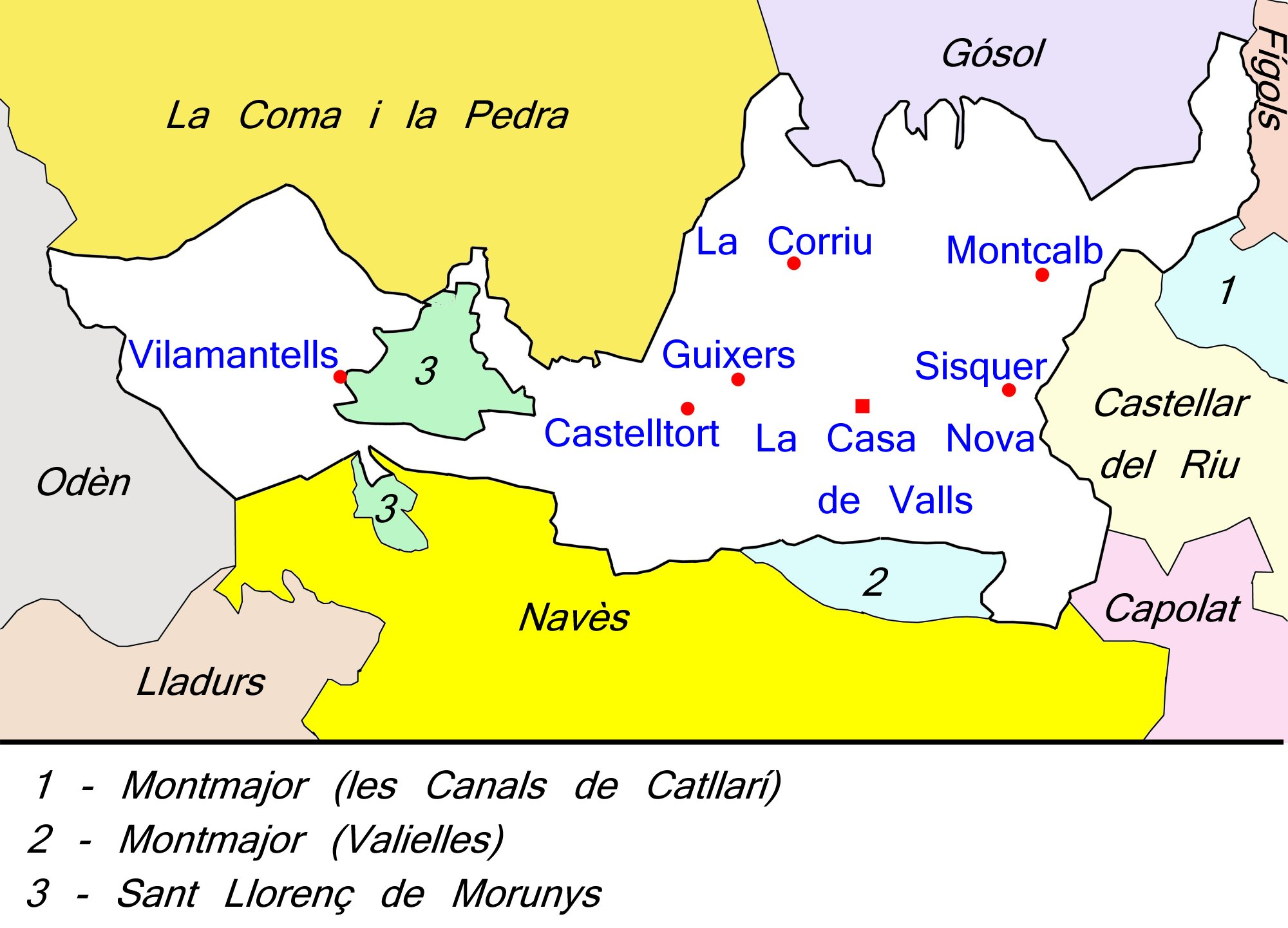
Mapa del municipi amb les seves entitats de població i els municipis limítrofs.

La Corriu és una de les set entitats de població del municipi de Guixers, a la comarca catalana del Solsonès. Es troba a la part central del municipi en el sector comprès entre el límit amb el terme municipal de Gósol al nord, el curs de l'Aigua de Valls a l'est, la serra de Guixers al sud i el límit amb el terme municipal de la Coma i la Pedra a l'oest.
Com totes les entitats de població de Guixers, el seu origen cal buscar-lo en l'antiga divisió eclesiàstica en parròquies. La de la Corriu (Sant Martí de la Corriu) continua tenint aquesta categoria i, a més del citat territori, abasta també el del veïnat de Vilacireres, ja al terme municipal de Gósol.

## Demografia
| Evolució demogràfica |            |            |            |                   |                   |                   |       |
| Any                  | Nucli urbà | Nucli urbà | Nucli urbà | Poblament dispers | Poblament dispers | Poblament dispers | Total |
| Any                  | Homes      | Dones      | Total      | Homes             | Dones             | Total             | Total |
| 2000                 | 0          | 0          | 0          | 2                 | 3                 | 5                 | 5     |
| 2001                 | 0          | 0          | 0          | 4                 | 2                 | 6                 | 6     |
| 2002                 | 0          | 0          | 0          | 2                 | 1                 | 3                 | 3     |
| 2003                 | 0          | 0          | 0          | 3                 | 1                 | 4                 | 4     |
| 2004                 | 0          | 0          | 0          | 3                 | 1                 | 4                 | 4     |
| 2005                 | 0          | 0          | 0          | 3                 | 1                 | 4                 | 4     |
| 2006                 | 0          | 0          | 0          | 4                 | 1                 | 5                 | 5     |
| 2007                 | 0          | 0          | 0          | 5                 | 3                 | 8                 | 8     |
| 2008                 | 0          | 0          | 0          | 5                 | 3                 | 8                 | 8     |
| Font: INE            |            |            |            |                   |                   |                   |       |

## Poblament
Format íntegrament per masies, és un poblament totalment dispers, sense cap nucli urbà. Aquestes masies es van anar despoblant començant per les que es trobaven més allunyades de la carretera de Berga a Sant Llorenç de Morunys i al cens de 2005 comptava únicament amb 4 habitants.
Sense cap pretensió de ser exhaustiu, la llista que segueix a continuació és una relació de les cases o masies de les quals se'n troba referència als arxius parroquials. Entre parèntesis, la cronologia de la primera referència històrica que s'ha trobat.
- Els Camps (?¿). 42° 9′ 3.343″ N, 1° 39′ 35.19″ E / 42.15092861°N,1.6597750°E
- La Caseta dels Camps (?¿) 42° 9′ 6.972″ N, 1° 39′ 47.47″ E / 42.15193667°N,1.6631861°E
- La Caseta de la Torre (?¿) 42° 9′ 15.78″ N, 1° 40′ 1.163″ E / 42.1543833°N,1.66698972°E
- Castell d'Aguilar (1410. Desapareguda)
- Can Costa Nou (?) (Can Costa, 1597) 42° 9′ 35.87″ N, 1° 39′ 14.26″ E / 42.1599639°N,1.6539611°E
- La Creu de Jovells (X) 42° 10′ 5.586″ N, 1° 38′ 40.66″ E / 42.16821833°N,1.6446278°E
- La Creueta (?¿) 42° 8′ 58.04″ N, 1° 39′ 42.34″ E / 42.1494556°N,1.6617611°E
- L'Espluga (?¿) (Enrunada)42° 9′ 44.25″ N, 1° 39′ 38.79″ E / 42.1622917°N,1.6607750°E
- Cal Felipó (medieval) (Enrunada)42° 9′ 50.92″ N, 1° 39′ 3.793″ E / 42.1641444°N,1.65105361°E
- Marginals. (?¿) 42° 9′ 10.45″ N, 1° 38′ 33.73″ E / 42.1529028°N,1.6427028°E
- Cal Maçaners (?¿) (Enrunada) 42° 9′ 16.81″ N, 1° 40′ 4.671″ E / 42.1546694°N,1.66796417°E
- Marginedes (XVII)
- Cal Miquel (XVIII)
- El Molí de la Corriu. 42° 9′ 23.14″ N, 1° 40′ 44.14″ E / 42.1564278°N,1.6789278°E
- El Mosoll (XIX) 42° 9′ 12.90″ N, 1° 39′ 8.588″ E / 42.1535833°N,1.65238556°E
- La Muntada (982, 1428...) (Enrunada) 42° 9′ 20.32″ N, 1° 39′ 58.47″ E / 42.1556444°N,1.6662417°E
- Cal Paraire (XVII) 42° 9′ 8.115″ N, 1° 38′ 37.73″ E / 42.15225417°N,1.6438139°E
- Mare de Déu de Puig-aguilar, casa i ermita gòtica (XVI) 42° 9′ 19.60″ N, 1° 39′ 36.59″ E / 42.1554444°N,1.6601639°E
- La Rectoria de Sant Miquel, capella romànica. 42° 9′ 6.910″ N, 1° 39′ 30.35″ E / 42.15191944°N,1.6584306°E
- Santa Eulàlia (1419) 42° 9′ 3.72″ N, 1° 40′ 6.179″ E / 42.1510333°N,1.66838306°E
- Santclimenç (o Sant Climent) (XVII) 42° 9′ 10.22″ N, 1° 38′ 23.98″ E / 42.1528389°N,1.6399944°E
- Sant Martí (o Santmartí) de la Corriu (XVIII), masoveria de la rectoria. 42° 9′ 6.052″ N, 1° 39′ 12.46″ E / 42.15168111°N,1.6534611°E
- Can Sants Nou (Sants, XVIII)42° 9′ 34.17″ N, 1° 39′ 15.93″ E / 42.1594917°N,1.6544250°E
- Cal Tomàs (XVIII)
- Torre de la Corriu. 42° 9′ 36.30″ N, 1° 40′ 20.05″ E / 42.1600833°N,1.6722361°E
- Torre de Vilapatzí (i497). Sembla que es tracta de la Torre de la Corriu.
- Vilalta (1622) 42° 9′ 6.255″ N, 1° 38′ 6.792″ E / 42.15173750°N,1.63522000°E

## Història
És una de les parròquies citades a l'acta de consagració de la catedral de la Seu d'Urgell (any 839)

## Etimologia
A la documentació llatina, el topònim Corriu és escrit curriz (939), Curriza (982) o ipsa Curriz (1050) i recorda l'ètim corr o quer que, segons el Diccionari català-valencià-balear, és d'etimologia desconeguda però segurament preromana: segons alguns, preindoeuropea; segons altres, cèltica; Rohlfs Gasc. 65 opina que es pot admetre la hipòtesi de Meyer-Lübke Katal. 167, qui vol veure en el català quer un prellatí karri (llatinitzat en carrĭum) que correspondria al basc modern harri, ‘pedra’. Però el fet de tenir r simple els derivats de quer, com Querol, sembla discordar d'un ètim karri amb rr geminada.